# JAE

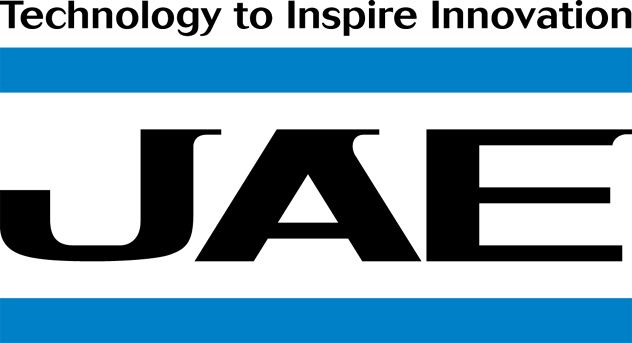

JAE eller Japan Aviation Electronics är ett japanskt elektronikföretag som tillverkar kontaktdon för bilindustrin, industrin och den kommersiella industrin. De gör bland annat HDMI kontakter och kontakten till Ipod.